# Leitmerkmalmethode
Die Leitmerkmalmethoden (Kurzform LMM; englisch Key Indicator Method, Kurzform KIM) sind Werkzeuge zur Ermittlung der tatsächlich (objektiv) vorhandenen physischen Arbeitsbelastung. Derzeit existieren sechs Leitmerkmalmethoden für die physischen Belastungsarten „manuelles Heben, Halten und Tragen von Lasten“ (LMM-HHT), „manuelles Ziehen und Schieben von Lasten“ (LMM-ZS), „manuelle Arbeitsprozesse“ (LMM-MA), „Ausübung von Ganzkörperkräften“ (LMM-GK), „Körperfortbewegung“ (LMM-KB) und „Körperzwangshaltungen“ (LMM-KH), die in mehreren Sprachversionen zur Verfügung stehen.

## Geschichte
Die Leitmerkmalmethoden entstanden im Ursprung aus der Richtlinie 90/269/EWG des Rates vom 29. Mai 1990 über die Mindestvorschriften bezüglich der Sicherheit und des Gesundheitsschutzes bei der manuellen Handhabung von Lasten, die für Arbeitnehmer insbesondere eine Gefährdung der Lendenwirbelsäule mit sich bringen.
Die erste Leitmerkmalmethode „LMM-HHT“ wurde im Jahr 2001, die LMM-ZS im Jahr 2002 und die LMM-MA im Jahr 2012 herausgegeben. Im Oktober 2019 sind dann die drei weiterentwickelten Leitmerkmalmethoden „LMM-HHT“, „LMM-ZS“ und „LMM-MA“ sowie die drei neuen Leitmerkmalmethoden „LMM-GK“, „LMM-KB“ und „LMM-KH“ von der BAuA herausgegeben worden.
Entwickelt wurden die Leitmerkmalmethoden von der Bundesanstalt für Arbeitsschutz und Arbeitsmedizin (BAuA) mit verschiedenen Forschungspartnern und werden dann in der Folge mit dem Länderausschuss für Arbeitsschutz und Sicherheitstechnik (LASI) abgestimmt, so dass mit Hilfe der Leitmerkmalmethoden entsprechend der Anforderungen der  Lastenhandhabungsverordnung die Tätigkeiten von Beschäftigten menschengerecht gestalten lassen. Die Leitmerkmalmethoden gehören zur Ebene der Screening-Verfahren zur Beurteilung und Gestaltung der Arbeitsbedingungen (Gefährdungsbeurteilung) bei physischen Arbeitsbelastungen, werden international verwendet und sind durch Sozial- und Unfallversicherungen anerkannt.
International definiert die ISO 11228 das Heben, Halten, Tragen, Ziehen und Schieben von Lasten. Europäische Norm ist die EN 1005.

## Erhebung
Die Gefährdungsbeurteilung erfolgt bei physischen Arbeitsbelastungen zu:
- manuellen Heben, Halten und Tragen von Lasten
- manuellen Ziehen und Schieben von Lasten
- manuellen Arbeitsprozessen
- Ausübung von Ganzkörperkräften
- Körperfortbewegung
- Körperzwangshaltungen

Erläuterung des Erhebungsprinzips am Beispiel der Leitmerkmalmethode „Heben, Halten und Tragen“ (LMM-HHT): Methodisch werden im ersten Schritt die vier Leitmerkmale erfasst:
- Zeitdauer/Häufigkeit
- Lastgewicht
- Körperhaltung und
- Ausführungsbedingungen

Anschließend erfolgt aus der Einschätzung der Leitmerkmale die Bewertung jeder Teiltätigkeit anhand eines tätigkeitsbezogenen Punktwertes und die Berechnung durch Addition der Wichtungen der Leitmerkmale und Multiplikation mit der Zeitwichtung.

## Geschlechtsspezifische Berechnung
Frauen besitzen im Durchschnitt etwa zwei Drittel der physischen Leistungsfähigkeit von Männern. Diese geschlechtsbezogenen Unterschiede sind im Wesentlichen auf unterschiedliche Körpermaße, physische Leistungsvoraussetzungen, biomechanische Belastbarkeiten und arbeitstechnische Kompensationsmechanismen zurückzuführen. Um dies aus gesundheitlichen Vorsorgegründen („körperliche Unversehrtheit“) bei Tätigkeiten mit physischen Arbeitsbelastungen zu berücksichtigen, erfolgt zum Beispiel die Bestimmung der Lastwichtung bei der Leitmerkmalmethode manuelles Heben, Halten und Tragen von Lasten (LMM-HHT) anhand der entsprechenden LMM-Tabelle getrennt für Männer und Frauen, wobei Frauen für dasselbe Lastgewicht eine höhere Punktzahl erhalten. Bei der Leitmerkmalmethode manuelles Ziehen und Schieben von Lasten (LMM-ZS) wird der für Männer berechnete LMM-Zwischenpunktwert vervollständigend für Frauen mit dem Faktor 1,3 multipliziert. Bei der Leitmerkmalmethode manuelle Ausübung von Ganzkörperkräften (LMM-GK) wird die männerbezogene Gesamtkraftwichtung für Frauen mit dem Faktor 1,5 multipliziert. Und bei der Leitmerkmalmethode manuelle Körperbewegung (LMM-KB) wird der für Männer berechnete LMM-Zwischenpunktwert vervollständigend für Frauen bzw. für weibliche Beschäftigte mit dem Faktor 1,3 multipliziert.